# 波赫丹尼夫卡 (布羅瓦里區)
50°37′35″N 30°54′54″E / 50.62639°N 30.91500°E
波赫丹尼夫卡（羅馬化：Bohdanivka）是位於烏克蘭基辅州布羅瓦里區大德梅爾卡市鎮的村莊，始建於1500年，面積6.14平方公里，海拔高度119米，2001年人口3,007，人口密度每平方公里489.7人。